# Evadale (Texas)
Evadale es un lugar designado por el censo ubicado en el condado de Jasper en el estado estadounidense de Texas. En el Censo de 2010 tenía una población de 1.483 habitantes y una densidad poblacional de 32,36 personas por km².

## Geografía
Evadale se encuentra ubicado en las coordenadas 30°19′37″N 94°3′7″O / 30.32694, -94.05194. Según la Oficina del Censo de los Estados Unidos, Evadale tiene una superficie total de 45.82 km², de la cual 44.09 km² corresponden a tierra firme y (3.78%) 1.73 km² es agua.

## Demografía
Según el censo de 2010, había 1.483 personas residiendo en Evadale. La densidad de población era de 32,36 hab./km². De los 1.483 habitantes, Evadale estaba compuesto por el 97.37% blancos, el 0.13% eran afroamericanos, el 0.13% eran amerindios, el 0% eran asiáticos, el 0% eran isleños del Pacífico, el 1.42% eran de otras razas y el 0.94% pertenecían a dos o más razas. Del total de la población el 2.23% eran hispanos o latinos de cualquier raza.